# Psykofarmakologi (medicin)

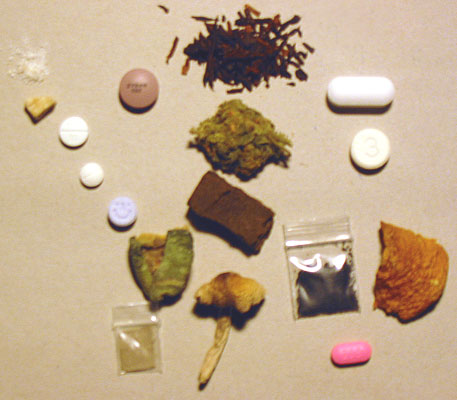
Olika psykoaktiva substanser.

Psykofarmakologi är det vetenskapliga studiet av den inverkan som läkemedel och narkotika har på humör, sensation, tänkande och beteende. Det skiljer sig från fältet neuropsykofarmakologi, som betonar sambandet mellan drog-inducerade förändringar i hur celler fungerar i nervsystemet och förändringar i medvetande och beteende.